# 冯湾站
冯湾站是郑州地铁6号线的地铁车站，位于中华人民共和国河南省郑州市中原区冯湾村东南，2024年11月30日投入运营。

## 车站结构
冯湾站主体结构呈东西向布置，总长167米，埋深32米，为地下三层局部四层车站。其中B1层为站厅层，B2层为设备层，B3层为6号线站台层。
| 1F  | 地面     | 所有出入口                                                       |
| B1F | 站厅     | 客服中心、自动售票机、行李检查、闸机、车站控制室、卫生间、母婴室 |
| B2F | 设备层   | 车站设备                                                         |
| B3F | █ 6号线  | 往清华附中方向（李江沟）                                         |
| B3F | 岛式站台 | 至站厅                                                           |
| B3F | █ 6号线  | 往贾峪方向（常庄）                                               |

### 站厅
冯湾站的站厅位于B1层，设有客服中心、自动售票机、安全检查、车站控制室等设施。站厅由闸机和栏杆分隔为付费区和非付费区，付费区内设有自动扶梯、楼梯和无障碍电梯连接站台层。在站厅近B口通道处设卫生间和母婴室。

### 站台
冯湾站的B2层设一座岛式站台，呈东西向布置，两个站台面均安装有高站台门，其中北侧站台面由6号线下行（贾峪方向）列车使用，南侧站台面由6号线上行（清华附中方向）列车使用。

### 出入口
冯湾站目前开通有B、C共2个出入口，连接站厅和地面，其中B口设有无障碍电梯。已开通各出入口信息如下：
| 编号                              | 指示         | 接驳其他公共交通 | 图片 |
| --------------------------------- | ------------ | ---------------- | ---- |
|                                   | 芳草路（南） |                  |      |
|                                   | 芳草路（北） |                  |      |
| 注： 设有无障碍电梯 \| 设有卫生间 |              |                  |      |

## 历史
冯湾站由平煤神马建工集团郑州轨道交通工程分公司承建，于2021年10月11日主体结构封顶，并于2024年11月30日随6号线一期东北段的开通而启用。